# 拉普拉塔岛
拉普拉塔岛（又称银岛）是位于厄瓜多尔马纳比省太平洋海岸附近的一个小岛，是馬查利亞國家公園的一部分。离该岛最近的城市是洛佩斯港。该岛得名于传说中法蘭西斯·德瑞克船长在这里埋藏的宝藏。
拉普拉塔岛上的动物种类非常丰富，包括藍腳鰹鳥、红脚鲣鸟、橙嘴蓝脸鲣鸟、南海狮和座头鲸。该岛也是潜水爱好者最受欢迎的地方之一。
岛上还有印加帝國时期的遗迹。

## 图集

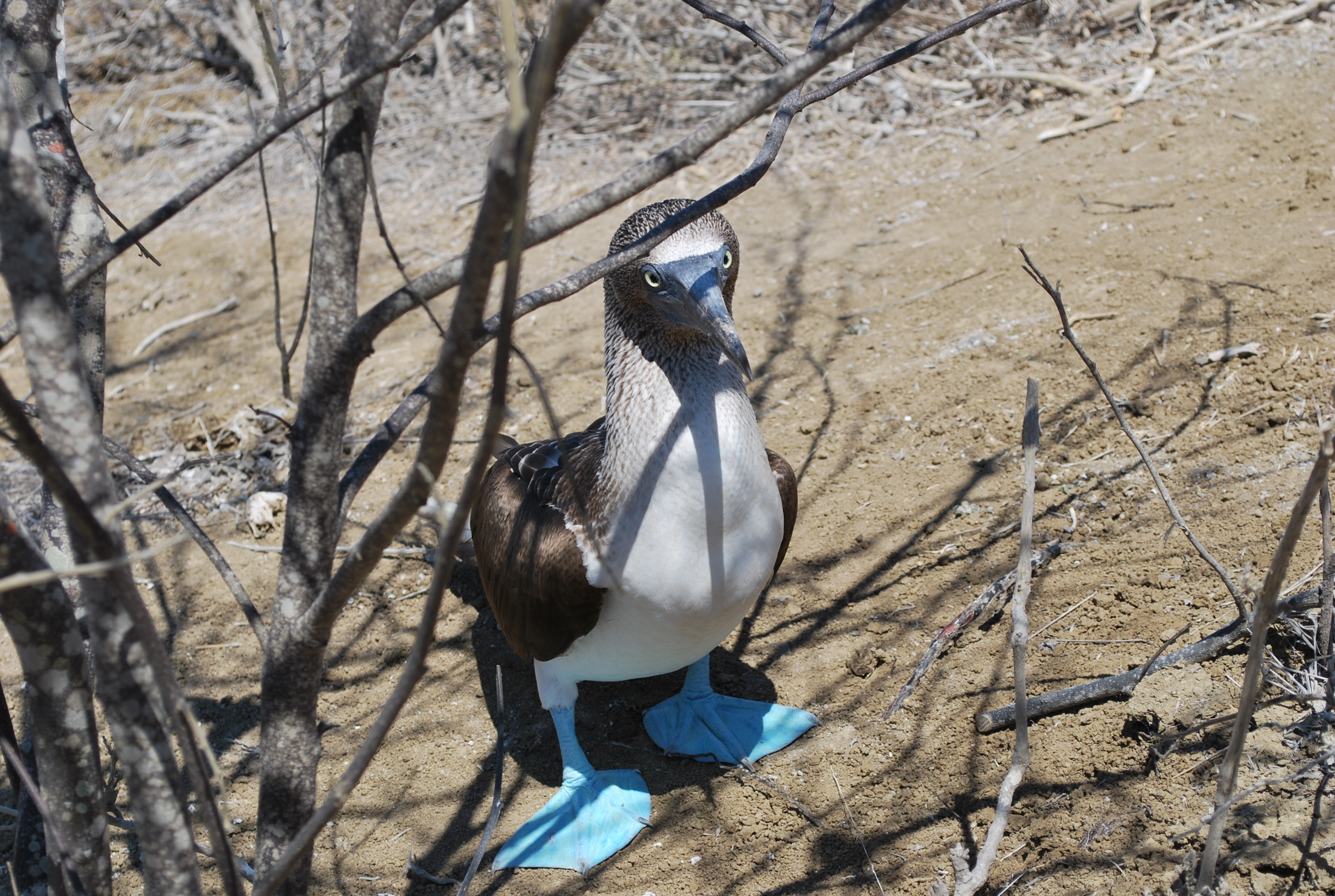
冬季的藍腳鰹鳥
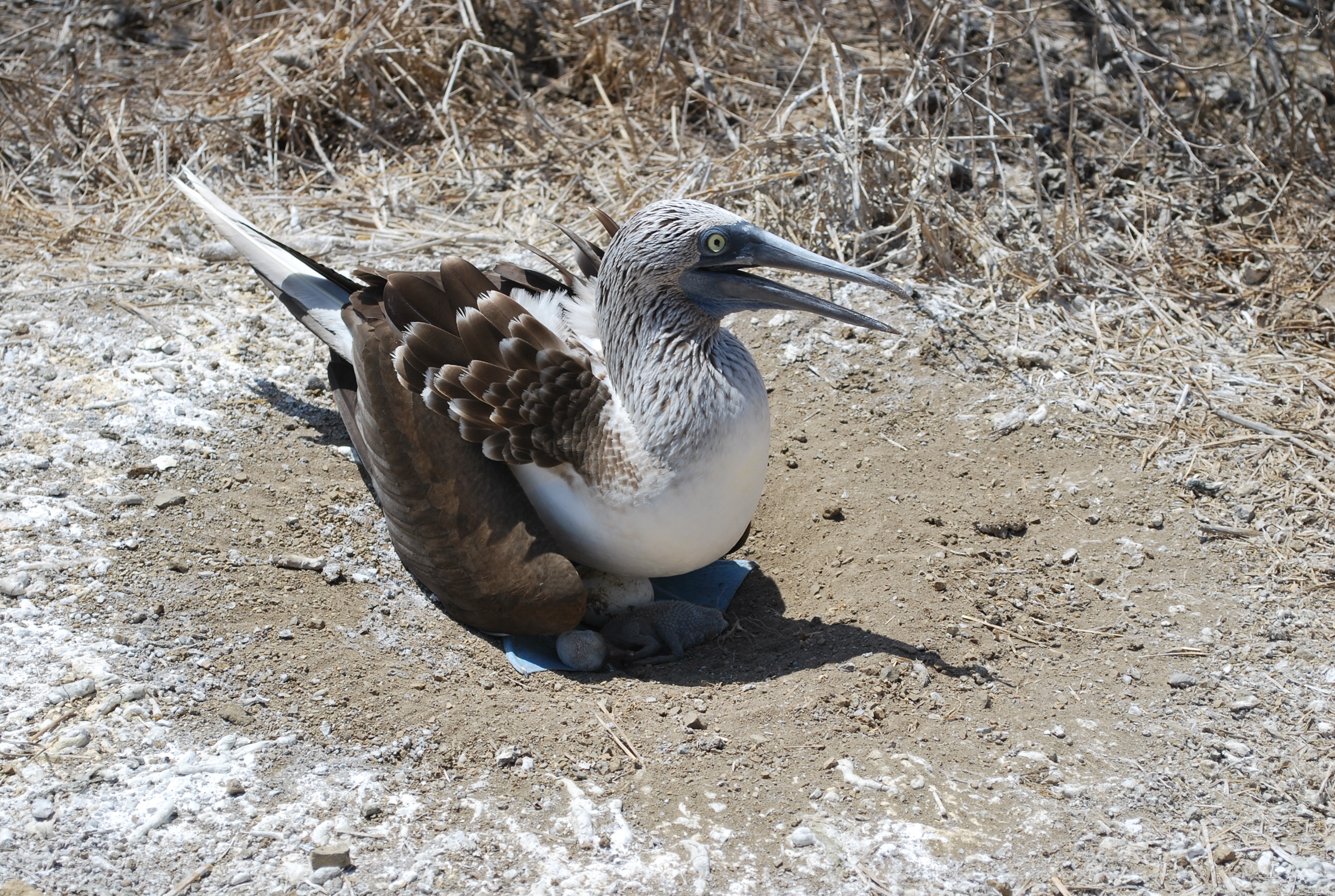
藍腳鰹鳥
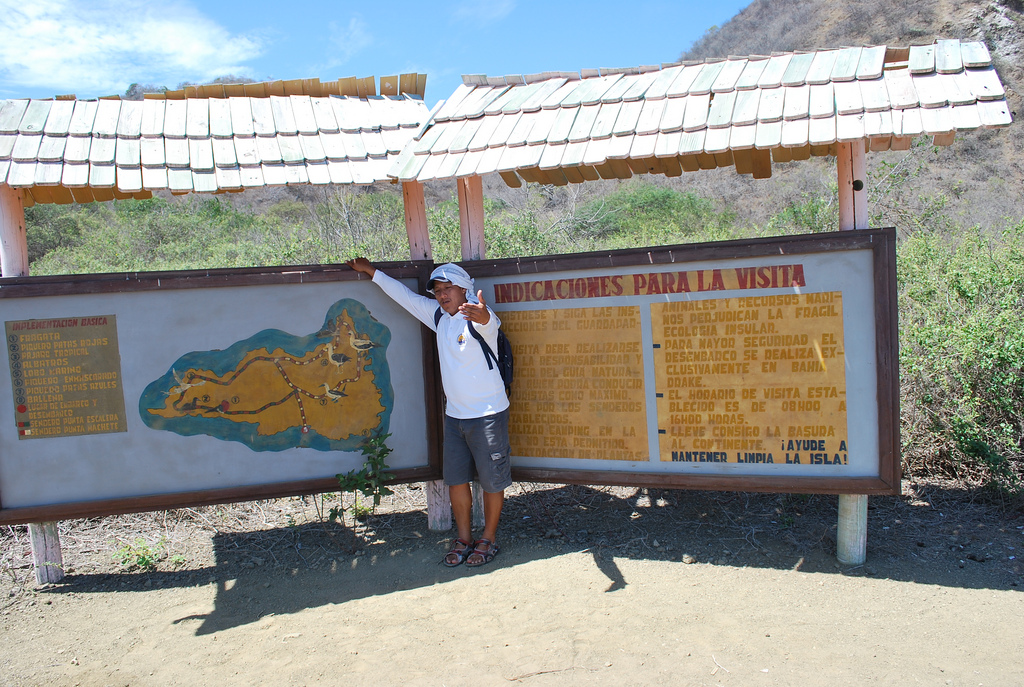
导览地图
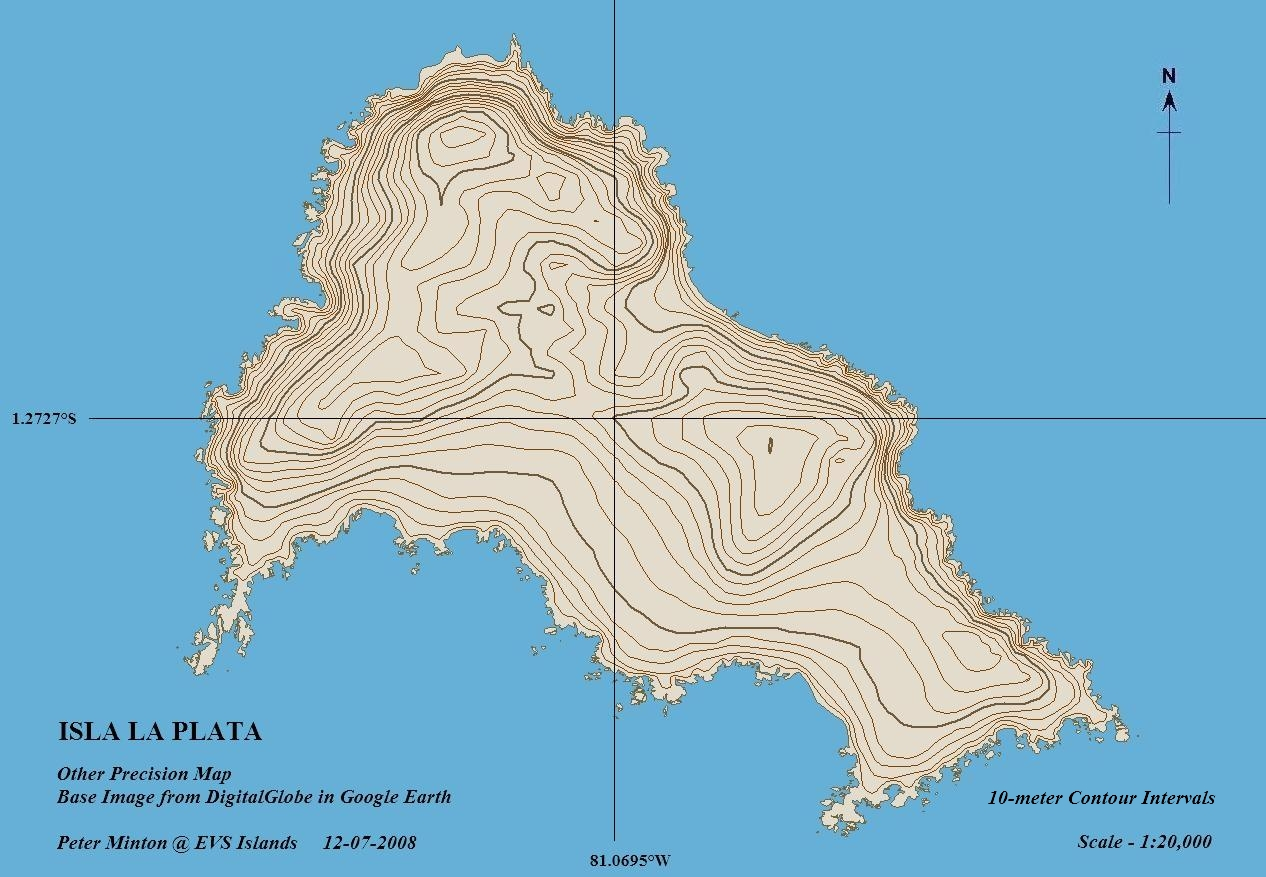
地形图
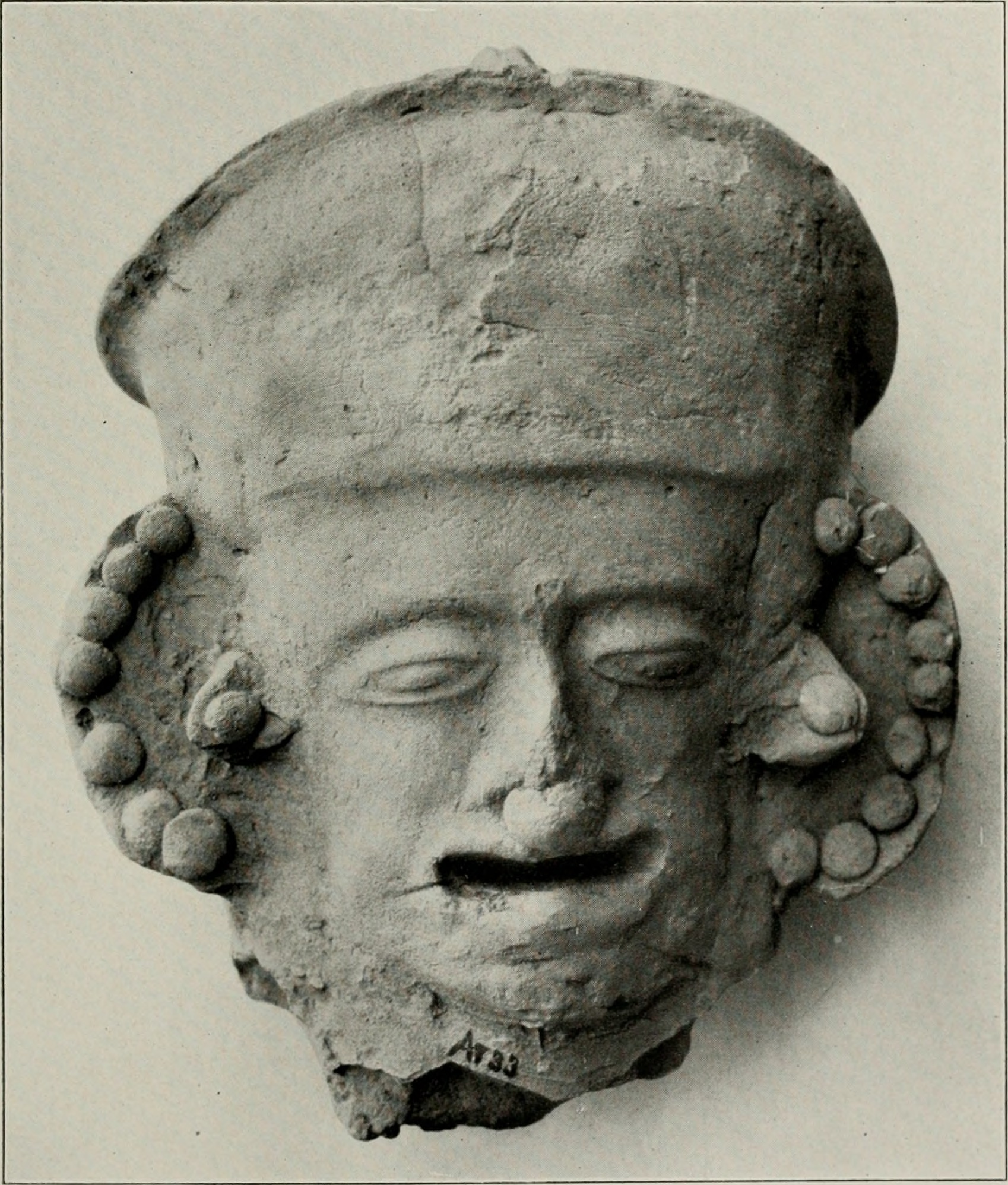
考古发现